# 苏福功
苏福功（1950年—），河南孟州人，汉族，中华人民共和国政治人物、第十一届全国人民代表大会河南地区代表。
毕业于郑州大学英语专业，是中共党员。担任全国人大代表、河南省旅游局局长。2008年起担任全国人大代表。